# 瑞士青年社会主义者
瑞士青年社会主义者（德語：JungsozialistInnen Schweiz，缩写为JUSO）是瑞士的一个社会主义青年组织，该组织意识形态为社会民主主义、民主社会主义、生态社会主义。该组织成立于1906年。该党的主席是Nicola Siegrist。该党的总部位于伯尔尼。该党是国际社会主义青年联盟和青年欧洲社会主义者的成员。该组织被视为瑞士社会民主党的青年翼。